# Укроп (приток Чёма)
Укроп — река в России, протекает по Тогучинскому и Искитимскому районам Новосибирской области. Устье реки находится в 20 км по правому берегу реки Чём, возле села Мосты. Длина реки составляет 30 км.

## Данные водного реестра
По данным государственного водного реестра России относится к Верхнеобскому бассейновому округу, водохозяйственный участок реки — Обь от города Барнаула до Новосибирского гидроузла, без реки Чумыш, речной подбассейн реки — бассейны притоков (Верхней) Оби до впадения Томи. Речной бассейн реки — (Верхняя) Обь до впадения Иртыша.